# 艾諾人
艾諾人是分布於印度曼尼普爾邦和阿薩姆邦的民族。他們是阿迪瓦西的分支。主要語言為阿諾語，屬於藏緬語系。
民族人數僅存2500人。實行刀耕火種農業，主要信仰是基督教。